# Liste d'élèves de l'École nationale d'administration
Cet article dresse, de manière non exhaustive, une liste d'élèves de l'École nationale d'administration (ENA), de 1945 à 2022, puis de l'Institut national du service public (INSP) depuis 2022, par ordre chronologique de promotions et par nom.

## Promotions
Depuis la création de l'École nationale d'administration, la tradition veut que les élèves — appelés « énarques » —, au début de leur scolarité, souvent durant un séminaire ou des vacances, votent pour déterminer le nom de leur promotion. C'est une tradition qui n'est plus officielle depuis 1964. La procédure est décidée en plusieurs tours de scrutin, les propositions initiales excentriques et folkloriques sont courantes. Celle-ci est souvent baptisée d'après le nom d'une personnalité célèbre ou d'un concept, une organisation ou une date. Les premières années se nommaient d'après les valeurs de la Résistance, un tiers d'après des hommes politiques, un autre tiers d'après des historiens et hommes de lettres.
A compter de 2022, l'ENA est remplacée par l'Institut national du service public. Le mode de désignation du nom de promotion est maintenu.
Les noms de l'ensemble des promotions de l'ENA puis de l'INSP figurent dans les halls d'accueil des sites de Paris et de Strasbourg de l'INSP.
Les noms des promotions successives sont :
- 1946-1947 : France-Combattante
- 1946-1948 : Union-Française
- 1947-1948 : Croix-de-Lorraine
- 1947-1949 : Nations-Unies
- 1948-1949 : Jean-Moulin
- 1948-1950 : Quarante-Huit
- 1949-1951 : Europe
- 1950-1952 : Jean-Giraudoux
- 1951-1953 : Paul-Cambon
- 1952-1954 : Félix-Éboué
- 1953-1955 : Albert-Thomas
- 1954-1956 : Guy Desbos (d)[4]
- 1955-1957 : France-Afrique
- 1956-1958 : Dix-Huit-Juin
- 1957-1959 : Vauban[5]
- 1958-1960 : Alexis-de-Tocqueville
- 1959-1961 : Lazare-Carnot
- 1960-1962 : Albert-Camus
- 1961-1963 : Saint-Just
- 1962-1964 : Blaise-Pascal
- 1963-1965 : Stendhal
- 1964-1966 : Montesquieu
- 1965-1967 : Marcel-Proust
- 1966-1968 : Turgot
- 1967-1969 : Jean-Jaurès
- 1968-1970 : Robespierre
- 1969-1971 : Thomas-More
- 1970-1972 : Charles-de-Gaulle[6]
- 1971-1973 : François-Rabelais
- 1972-1974 : Simone-Weil
- 1973-1975 : Léon-Blum[1],[7]
- 1974-1976 : Guernica
- 1975-1977 : André-Malraux
- 1976-1978 : Pierre-Mendès-France
- 1977-1979 : Michel-de-L'Hospital
- 1978-1980 : Voltaire[8]
- 1979-1981 : Droits-de-l'homme
- 1980-1982 : Henri-François-d'Aguesseau
- 1981-1983 : Solidarité
- 1982-1984 : Louise-Michel
- 1983-1985 : Léonard-de-Vinci
- 1984-1986 : Denis-Diderot
- 1985-1987 : Fernand-Braudel
- 1986-1988 : Michel-de-Montaigne[9]
- 1987-1989 : Liberté-Égalité-Fraternité[10]
- 1988-1990 : Jean-Monnet
- 1989-1991 : Victor-Hugo
- 1990-1992 : Condorcet
- 1991-1993 : Léon-Gambetta
- 1992-1994 : Antoine-de-Saint-Exupéry
- 1993-1995 : René-Char
- 1994-1996 : Victor-Schœlcher[11]
- 1995-1997 : Marc-Bloch
- 1996-1998 : Valmy[12]
- 1997-1999 : Cyrano-de-Bergerac
- 1998-2000 : Averroès
- 1999-2001 : Nelson-Mandela
- 2000-2002 : Copernic
- 2001-2003 : René-Cassin
- 2002-2004 : Léopold-Sédar-Senghor[13]
- 2003-2005 : Romain-Gary
- 2004-2006 : Simone-Veil
- 2005-2007 : République
- 2006-2008 : Aristide-Briand
- 2007-2009 : Willy-Brandt[14]
- 2008-2010 : Émile-Zola
- 2009-2011 : Robert-Badinter
- 2010-2011 : Jean-Jacques-Rousseau
- 2011-2012 : Marie-Curie
- 2012-2013 : Jean-Zay
- 2013-2014 : Jean-de-La-Fontaine
- 2014-2015 : Winston-Churchill
- 2015-2016 : George-Orwell[15]
- 2016-2017 : Louise-Weiss[16]
- 2017-2018 : Georges-Clemenceau
- 2018-2019 : Molière[17]
- 2019-2020 : Hannah-Arendt[18]
- 2020-2021 : Aimé-Césaire[19]
- 2021-2022 : Germaine-Tillion
- 2022-2023 : Guillaume-Apollinaire
- 2023-2024 : Joséphine Baker
- 2024-2026 : Paul-Émile Victor
- 2025-2027 : Gisèle Halimi

## Liste des élèves par promotion depuis 1946

### Promotion 1946-1947
| Nom                    | Corps                   |
| ---------------------- | ----------------------- |
| Jacques Duhamel        | Conseil d'État          |
| Serge Groussard        |                         |
| Yves Guéna             | Conseil d'État          |
| Max Laxan              | Inspection des finances |
| Jacques Leprette       | Affaires étrangères     |
| Simon Nora             | Inspection des finances |
| Henry d'Ormesson       | Inspection des finances |
| François-Xavier Ortoli | Inspection des finances |
| Raphaël Petit          | Affaires intérieures    |
| Alain Peyrefitte       | Affaires étrangères     |
| Olivier Philip         | administrateurs civils  |
| Max Querrien           | démissionnaire          |
| André Sellier          | Affaires étrangères     |
| Jacques Senard         | Affaires étrangères     |
| Paul Teitgen           | administrateurs civils  |

### Promotion 1946-1948
| Nom                 | Corps                   |
| ------------------- | ----------------------- |
| Claude Alphandéry   |                         |
| Pol Le Gourrierec   | Affaires étrangères     |
| Jean-Maxime Lévêque | Inspection des finances |
| Paul Reverdy        | Inspection des finances |

### Promotion 1947-1948
| Nom                   | Corps                  |
| --------------------- | ---------------------- |
| Gérard Amanrich       | Affaires étrangères    |
| Pascal Arrighi        | Conseil d'État         |
| Pierre Billecocq      | administrateurs civils |
| Claude Cheysson       | Affaires étrangères    |
| Pierre Desprairies    | Cour des comptes       |
| Henri Froment-Meurice | Affaires étrangères    |
| Michel Jobert         | Cour des comptes       |
| Michel Poniatowski    | administrateurs civils |
| André Van Ruymbeke    | administrateurs civils |

### Promotion 1947-1949
| Nom                  | Corps                   |
| -------------------- | ----------------------- |
| Pierre de Boisdeffre | administrateurs civils  |
| Paul Gaschignard     |                         |
| Jacques Mégret       | Conseil d'État          |
| Luc de Nanteuil      | Affaires étrangères     |
| Gabriel Pallez       | Inspection des finances |
| Alain Plantey        | Conseil d'État          |
| Jean Saint-Geours    | Inspection des finances |

### Promotion 1948-1949
| Nom                  | Corps                   |
| -------------------- | ----------------------- |
| Yvette Chassagne     | administrateurs civils  |
| Renaud de La Genière | Inspection des finances |
| François a'Weng      | Cour des comptes        |

### Promotion 1948-1950
| Nom                | Corps                  |
| ------------------ | ---------------------- |
| Jean Clouet        | administrateurs civils |
| Jacques Frémontier | démissionnaire         |

### Promotion 1949-1951
| Nom                       | Corps                   |
| ------------------------- | ----------------------- |
| André Chandernagor        | Conseil d'État          |
| Valéry Giscard d'Estaing  | Inspection des finances |
| Marceau Long              | Conseil d'État          |
| Michel Massenet           | Conseil d'État          |
| Jacques Mayoux            | Inspection des finances |
| Jean-Marie Mérillon       | Affaires étrangères     |
| Claude Pierre-Brossolette | Inspection des finances |

### Promotion 1950-1952
| Nom                        | Corps                   |
| -------------------------- | ----------------------- |
| Jean-Pierre Berthe         | démissionnaire          |
| Olivier Chevrillon         | Conseil d'État          |
| Jean-François Deniau       | Inspection des finances |
| Dominique de La Martinière | Inspection des finances |
| Philippe Saint-Marc        | Cour des comptes        |
| Pierre Viot                | Cour des comptes        |

### Promotion 1951-1953
| Nom               | Corps                   |
| ----------------- | ----------------------- |
| Jacques Andréani  | Affaires étrangères     |
| Michel Aurillac   | Conseil d'État          |
| Serge Boidevaix   | Affaires étrangères     |
| Paul Bouteiller   | administrateurs civils  |
| Guy Braibant      | Conseil d'État          |
| Claude Contamine  | Affaires étrangères     |
| Bernard Dort      | administrateurs civils  |
| Jean Farge        |                         |
| Jacques Fournier  | Conseil d'État          |
| Robert Pandraud   |                         |
| André Saint-Mleux | administrateurs civils  |
| Marc Viénot       | Inspection des finances |

### Promotion 1952-1954
| Nom                    | Corps                   |
| ---------------------- | ----------------------- |
| Serge Antoine          | Cour des comptes        |
| Pierre-Louis Blanc     | Affaires étrangères     |
| Jacques Dupont         |                         |
| Jacques-Bernard Dupont | Inspection des finances |
| Jean-Pierre Fourcade   | Inspection des finances |
| René Lenoir            |                         |
| Georges Mesmin         | Inspection des finances |
| Jean Périer            |                         |
| Jacques Rigaud         | Conseil d'État          |

### Promotion 1953-1955
| Nom                  | Corps                   |
| -------------------- | ----------------------- |
| Jacques Boutet       |                         |
| Bernard Cazes        |                         |
| Michel Denieul       | administrateurs civils  |
| Jean François-Poncet |                         |
| Bernard Lathière     | Inspection des finances |
| Nicole Questiaux     | Conseil d'État          |
| Philippe Rossillon   |                         |
| Jacques Toutain      |                         |
| Antoine Veil         | Inspection des finances |
| Bernard Zimmern      |                         |

### Promotion 1954-1956
| Nom                         | Corps                   |
| --------------------------- | ----------------------- |
| Michel Albert               |                         |
| Jean Charbonnel             |                         |
| Paul Cousseran              |                         |
| Bernard Dorin               | Affaires étrangères     |
| Roger Fauroux               | Inspection des finances |
| Antoine Jeancourt-Galignani |                         |
| Maurice Ligot               |                         |
| Philippe Malaud             | Affaires étrangères     |
| Jacques Monestier           | administrateurs civils  |
| Didier Motchane             |                         |
| Gérard Prioux               |                         |
| Jean-Bernard Raimond        |                         |
| Philippe Richer             | Affaires étrangères     |

### Promotion 1955-1957
| Nom                | Corps                   |
| ------------------ | ----------------------- |
| Édouard Balladur   | Conseil d'État          |
| Jacques Calvet     | Cour des comptes        |
| Robert de Caumont  |                         |
| Philippe Cuvillier | Affaires étrangères     |
| Jean Dromer        | Inspection des finances |
| Alain Grenier      | Affaires étrangères     |
| Gilbert Guillaume  | Conseil d'État          |
| Mansour Moalla     |                         |
| Jérôme Monod       |                         |
| Pierre Verbrugghe  |                         |

### Promotion 1956-1958
| Nom                  | Corps                   |
| -------------------- | ----------------------- |
| Alain Bacquet        | Conseil d'État          |
| Mario Bénard         |                         |
| Jean-René Bernard    | Inspection des finances |
| Guy Fougier          |                         |
| Michel Gentot        | Conseil d'État          |
| Jacques de Larosière | Inspection des finances |
| Pierre Lelong        |                         |
| Jacques Limouzy      |                         |
| Jean Maheu           | Cour des comptes        |
| Robert Miguet        |                         |
| Hubert Prévot        |                         |
| Gabriel Robin        | Affaires étrangères     |
| Michel Rocard        | Inspection des finances |
| Jean-Eudes Roullier  |                         |
| Jacques Trorial      | administrateurs civils  |

### Promotion 1957-1959
| Nom                    | Corps                  |
| ---------------------- | ---------------------- |
| Jean-Claude Aurousseau |                        |
| Jacques Boyon          | Cour des comptes       |
| Claudius Brosse        |                        |
| Alain Chevalier        | Cour des comptes       |
| Jacques Chirac         | Cour des comptes       |
| Pierre Consigny        |                        |
| Jacques Friedmann      |                        |
| Jean-Yves Haberer      |                        |
| Jean-François Kesler   |                        |
| Dieudonné Mandelkern   | Conseil d'État         |
| Philippe Rouvillois    |                        |
| Jean-René Sautier      | administrateurs civils |
| Bernard Stasi          |                        |
| André Tarallo          |                        |

### Promotion 1958-1960
| Nom                 | Corps            |
| ------------------- | ---------------- |
| Christian Bourgois  | démissionnaire   |
| Gabriel de Broglie  | Conseil d'État   |
| Michel Camdessus    |                  |
| Paul Granet         |                  |
| Hélène Gisserot     |                  |
| Jean Izard          |                  |
| Henry Jean-Baptiste | Cour des comptes |
| Pierre Milloz       |                  |

### Promotion 1959-1961
| Nom                 | Corps                   |
| ------------------- | ----------------------- |
| Bertrand Dufourcq   | Affaires étrangères     |
| Yann Gaillard       |                         |
| Xavier Larère       | Conseil d'État          |
| André Lewin         |                         |
| Robert Lion         | Inspection des finances |
| Jean-Louis Lucet    | Affaires étrangères     |
| Jean-Claude Paye    |                         |
| Jean-Pierre Soisson |                         |
| Guy Thuillier       | Cour des comptes        |
| Jacques Wahl        |                         |

### Promotion 1960-1962
| Nom                     | Corps                   |
| ----------------------- | ----------------------- |
| Jean-Paul Baquiast      |                         |
| François Heilbronner    | Inspection des finances |
| Pierre Joxe             | Cour des comptes        |
| Dominique Le Vert       | Conseil d'État          |
| François Logerot        |                         |
| François Scheer         | Affaires étrangères     |
| Jacques-Alain de Sédouy |                         |
| Nicéphore Soglo         |                         |

### Promotion 1961-1963
| Nom                     | Corps                   |
| ----------------------- | ----------------------- |
| Jean-Michel Bloch-Lainé | Inspection des finances |
| François Doubin         | administrateurs civils  |
| François Grappotte      |                         |
| Jean-Philippe Lecat     | Conseil d'État          |
| Jean Marmot             |                         |
| Jean-Claude Pasty       |                         |
| Pierre-Jean Remy        | Affaires étrangères     |

### Promotion 1962-1964
| Nom                         | Corps                   |
| --------------------------- | ----------------------- |
| Modèle:RiNom                | Affaires étrangères     |
| Marc Bressant               | Affaires étrangères     |
| Camille Cabana              | administrateurs civils  |
| Renaud Denoix de Saint Marc | Conseil d'État          |
| Jean-Louis Dewost           | Conseil d'État          |
| Bertrand Fragonard          | Cour des comptes        |
| Xavier Gouyou-Beauchamps    | administrateurs civils  |
| Edem Kodjo                  |                         |
| André Milongo               |                         |
| Yves Sabouret               | Inspection des finances |
| Albert Salon                | administrateurs civils  |
| Raymond Soubie              | administrateurs civils  |

### Promotion 1963-1965
| Nom                       | Corps                                                     |
| ------------------------- | --------------------------------------------------------- |
| Hubert Astier             |                                                           |
| François Barré            |                                                           |
| Jacques Bernière          |                                                           |
| Yves Cannac               | Conseil d'État                                            |
| Jean-Pierre Chevènement   |                                                           |
| François de Combret       |                                                           |
| Mohamed El m’daghri       | Haut fonctionnaire marocain, Ministre des Finances (1971) |
| Alain Gomez               | Inspection des finances                                   |
| Lionel Jospin             | Affaires étrangères                                       |
| Pierre-Patrick Kaltenbach |                                                           |
| Geneviève Laroque         |                                                           |
| Jean-Paul Marty           |                                                           |
| Jean-Bernard Mérimée      |                                                           |
| Didier Motchane           |                                                           |
| Henri Pigeat              |                                                           |
| Gaston Rimareix           |                                                           |
| Josselin de Rohan         |                                                           |
| Ernest-Antoine Seillière  |                                                           |
| Jacques Toubon            |                                                           |

### Promotion 1964-1966
| Nom                        | Corps                   |
| -------------------------- | ----------------------- |
| Michel Blangy              |                         |
| Philippe Brongniart        |                         |
| François Bujon de L'Estang | Affaires étrangères     |
| Hervé de Charette          |                         |
| Pierre-Yves Cossé          |                         |
| Jean-Paul Costa            | Conseil d'État          |
| Jacques Darmon             |                         |
| Paul Dijoud                |                         |
| Jacques Douffiagues        |                         |
| Jean-Paul Frouin           |                         |
| Loïc Hennekinne            |                         |
| Jean-Philippe Lachenaud    | Cour des comptes        |
| Patrick Leclercq           | Affaires étrangères     |
| Jacques Oudin              |                         |
| Jean-Bernard Ouvrieu       |                         |
| Michel Prada               |                         |
| Jean-Paul Proust           |                         |
| Nicolas Saudray            | Inspection des finances |
| Jacques Vistel             |                         |

### Promotion 1965-1967
| Nom                      | Corps                   |
| ------------------------ | ----------------------- |
| Pierre Bilger            |                         |
| René Boullier de Branche |                         |
| Jean Castarède           |                         |
| Jean-Pierre Duport       |                         |
| Denis Gautier-Sauvagnac  | Inspection des finances |
| Bruno Genevois           | Conseil d'État          |
| Jean Guéguinou           |                         |
| Guy Guermeur             |                         |
| Michel de Guillenchmidt  | Conseil d'État          |
| Raphaël Hadas-Lebel      | Conseil d'État          |
| Daniel Lebègue           |                         |
| Daniel Lequertier        | Affaires étrangères     |
| Claude Mollard           |                         |
| Gérard Montassier        |                         |
| Michel Mousel            |                         |
| Michel Pébereau          | Inspection des finances |
| Catherine Tasca          |                         |
| Pierre-André Wiltzer     |                         |

### Promotion 1966-1968
| Nom                  | Corps                   |
| -------------------- | ----------------------- |
| Bernard Attali       | Cour des comptes        |
| Michel Audet         |                         |
| Jean-Pierre Bady     | Cour des comptes        |
| Thierry de Beaucé    |                         |
| Jean-Michel Belorgey |                         |
| Michel de Bonnecorse |                         |
| Jean-Claude Boulard  |                         |
| Pierre Breuil        |                         |
| Pierre Brochand      |                         |
| René Couanau         |                         |
| Charles de Croisset  |                         |
| Jean Drucker         | entreprise              |
| Olivier Fouquet      | Conseil d'État          |
| Alain Lamassoure     |                         |
| Claude Martin        | Affaires Étrangères     |
| Guy de Panafieu      | Inspection des finances |
| Antoine Rufenacht    |                         |

### Promotion 1967-1969
| Nom                       | Corps                                                     |
| ------------------------- | --------------------------------------------------------- |
| Philippe Auberger         | Inspection des finances                                   |
| Christian Cardon          | Cour des comptes                                          |
| Françoise Chandernagor    | Conseil d'État                                            |
| Pierre Chassigneux        | Administrateurs civils                                    |
| Jacques Cheminade         | Ministère des finances, expansion économique à l'étranger |
| Daniel Constantin         | Administrateurs civils                                    |
| Bernard de Combret        | Affaires étrangères                                       |
| Bertrand Cousin           | Conseil d'État                                            |
| François David            | Administrateurs civils                                    |
| Jean-Baptiste de Foucauld | Administrateurs civils                                    |
| François Gautier          | Administrateurs civils                                    |
| Jean-Claude Guibal        |                                                           |
| Philippe Jurgensen        | Inspection des finances                                   |
| Daniel Lebègue            | Administrateurs civils                                    |
| Pierre Le Roy             | Administrateurs civils                                    |
| Gérard de La Martinière   | Inspection des finances                                   |
| Gilles Ménage             | Administrateurs civils                                    |
| Dominique Nouvellet       | Administrateurs civils                                    |
| Jean-Jacques Pascal       |                                                           |
| Jacques Robert (d)        | Administrateurs civils                                    |
| Louis Schweitzer          |                                                           |
| Guy Sorman                |                                                           |

### Promotion 1968-1970
| Nom                         | Corps                   |
| --------------------------- | ----------------------- |
| Jacques Attali              | Conseil d'État          |
| Joëlle Bourgois             |                         |
| Michel Boyon                | Conseil d'État          |
| Hubert Colin de Verdière    |                         |
| Daniel Jouanneau            |                         |
| Marc Ladreit de Lacharrière |                         |
| Philippe Lagayette          | Inspection des finances |
| Bertrand Landrieu           |                         |
| Francis Lorentz             |                         |
| Philippe Moreau Defarges    |                         |
| Étienne Pflimlin            | Cour des comptes        |
| Marcel Pochard              | Conseil d'État          |
| Louis Schweitzer            |                         |
| Pierre Sébastiani           |                         |
| Philippe Séguin             | Cour des comptes        |
| Pierre Steinmetz            |                         |
| Daniel Valot                |                         |

### Promotion 1969-1971
| Nom                 | Corps                   |
| ------------------- | ----------------------- |
| Jean Aribaud        | administrateurs civils  |
| François d'Aubert   |                         |
| Guy Azaïs           |                         |
| Francis Beck        |                         |
| Jean-Louis Bianco   |                         |
| Pierre de Boissieu  |                         |
| Michel Bon          | Inspection des finances |
| Alain Bournazel     |                         |
| Claude Guéant       |                         |
| Jean-Paul Huchon    |                         |
| Yannick Moreau      | Conseil d'État          |
| Pierre Morel        |                         |
| Alain Pichon        | Cour des comptes        |
| Alain Richard       |                         |
| Rémy Sautter        |                         |
| Michel Schneider    |                         |
| Marc Tessier        | Inspection des finances |
| Jean-Claude Trichet | Inspection des finances |

### Promotion 1970-1972
| Nom                         | Corps                            |
| --------------------------- | -------------------------------- |
| Frédéric Baleine du Laurens | Affaires étrangères              |
| Jérôme Clément              | administrateurs civils           |
| Jean-Paul Cluzel            | Inspection des finances          |
| Bernard Faivre d'Arcier     | administrateurs civils           |
| Christian Frémont           | administrateurs civils           |
| Louis Gallois               | administrateurs civils           |
| Jean-Louis Gergorin         | Conseil d'État                   |
| Marie-Dominique Hagelsteen  | Conseil d'État                   |
| Alain Juppé                 | Inspection des finances          |
| Jean-Pierre Lacroix         | administrateurs civils           |
| Dominique Perben            | administrateurs civils           |
| Christian Pierret           | administrateurs civils           |
| Jean-Claude Piris           | Conseil d'État                   |
| Christian Rollet            | Inspection des affaires sociales |
| Gérald de Roquemaurel       | démissionnaire                   |
| Dominique Souchet           | Affaires étrangères              |
| Jean-Cyril Spinetta         | administrateurs civils           |
| Jean-Claude Vacher          | administrateurs civils           |

### Promotion 1971-1973
| Nom                        | Corps                                |
| -------------------------- | ------------------------------------ |
| Eugène Berg                | Affaires étrangères                  |
| Claude Blanchemaison       | Affaires étrangères                  |
| Yvan Blot                  | administrateurs civils               |
| Daniel Bouton              | Inspection des finances              |
| Alain Christnacht          | administrateurs civils               |
| Michel Cicurel             | administrateurs civils               |
| Bertrand Eveno             | Inspection des finances              |
| Laurent Fabius             | Conseil d'État                       |
| François Froment-Meurice   | Conseil d'État                       |
| Bernard Hagelsteen         | administrateurs civils               |
| Yves Henry                 | administrateurs civils               |
| Élisabeth Huppert          | administrateurs civils               |
| Philippe Jaffré            | Inspection des finances              |
| Jean-Marc de La Sablière   | Affaires étrangères                  |
| Gérard Longuet             | administrateurs civils               |
| François Léotard           | administrateurs de la ville de Paris |
| Philippe Marland           | administrateurs civils               |
| Michel Mathieu             | administrateurs civils               |
| Didier Maus                | administrateurs civils               |
| François Nicoullaud        | Affaires étrangères                  |
| Jean Picq                  | Cour des comptes                     |
| Jacques Rummelhardt        | Affaires étrangères                  |
| Jean-Philippe Saint-Geours | administrateurs civils               |
| Odon Vallet                |                                      |

### Promotion 1972-1974
| Nom                        | Corps                                |
| -------------------------- | ------------------------------------ |
| Jean-Paul Bolufer          | administrateurs civils               |
| Patrick Careil             | Inspection des finances              |
| Arnaud Cazin d'Honincthun  | Conseil d'État                       |
| Serge Degallaix            | Affaires étrangères                  |
| Michel Diefenbacher        | administrateurs civils               |
| Jacques Gautier            | administrateurs civils               |
| Élisabeth Guigou           | administrateurs civils               |
| Anne-Marie Idrac           | administrateurs civils               |
| Francis Idrac              | administrateurs civils               |
| Emmanuel Lamy              | administrateurs civils               |
| Jean-Pierre Landau         | Inspection des finances              |
| Jean-Yves Le Gallou        | administrateurs civils               |
| Henry de Lesquen           | administrateurs civils               |
| Philippe Marini            | Inspection des finances              |
| Pierre-Jean Massimi        | administrateurs de la ville de Paris |
| Bernard de Montferrand     | Affaires étrangères                  |
| Ariane Obolensky           | administrateurs civils               |
| Rémy Pautrat               | administrateurs civils               |
| Marc Perrin de Brichambaut | Conseil d'État                       |
| Jean d'Amécourt            | Affaires étrangères                  |
| Didier Quentin             | Affaires étrangères                  |
| Bruno Rémond               | Cour des comptes                     |
| Philippe Sanmarco          | administrateurs civils               |
| Bernard Seillier           | administrateurs civils               |
| Michel Suchod              | Affaires étrangères                  |
| Jean-François Théodore     | administrateurs civils               |
| Hubert Védrine             | administrateurs civils               |

### Promotion 1973-1975
| Nom                           | Corps                                                 |
| ----------------------------- | ----------------------------------------------------- |
| Laurent Aublin                |                                                       |
| Martine Aubry                 | administrateurs civils                                |
| Bernard Bajolet               |                                                       |
| Bernard Boucault              |                                                       |
| Dominique Bur                 |                                                       |
| Bruno Delaye                  |                                                       |
| Olivier Dutheillet de Lamothe | Conseil d'État                                        |
| Jean de Gliniasty             |                                                       |
| François Henrot               | Conseil d'État                                        |
| Daniel Janicot                | Conseil d'État                                        |
| Pascal Lamy                   | Inspection des finances                               |
| Pierre de Lauzun              |                                                       |
| Bernadette Malgorn            |                                                       |
| Alain Minc                    | Inspection des finances                               |
| Mériadec Rivière              |                                                       |
| Frédéric Saint-Geours         |                                                       |
| Patrice Sauvage               | Inspection des finances                               |
| Daniel Bernard                | Ambassadeur au Pays-Bas, au Royaume-Uni et en Algérie |

### Promotion 1974-1976
| Nom                        | Corps                            |
| -------------------------- | -------------------------------- |
| Joachim Bitterlich         |                                  |
| Bernard Bonnet             |                                  |
| Gilles Carrez              |                                  |
| Philippe Cayla             |                                  |
| Jean Daubigny              |                                  |
| Jean Dussourd              | administrateurs civils           |
| Philippe Faure             | Affaires étrangères              |
| Jean-Marie Guéhenno        |                                  |
| Régis Guyot                |                                  |
| Simone Halberstadt Harari  |                                  |
| Jacques Lambert            |                                  |
| Jean Lemierre              |                                  |
| Paul Masseron              |                                  |
| Bernard Miyet              |                                  |
| Jean-Charles Naouri        |                                  |
| Christian Noyer            |                                  |
| Jean-Pierre Paoli          |                                  |
| Bernard Pêcheur            | Conseil d'État                   |
| Michel Pinault             | Conseil d'État                   |
| Baudouin Prot              |                                  |
| Jean-Marc Rebière          | administrateurs civils           |
| Michel de Rosen            | Inspection des finances          |
| Maryvonne de Saint-Pulgent | tribunaux administratifs         |
| Cyrille Schott             |                                  |
| Bernard Stirn              | Conseil d'État                   |
| Yves-Thibault de Silguy    | Affaires étrangères              |
| Jean-Pierre Tirouflet      |                                  |
| Rose-Marie Van Lerberghe   | Inspection des affaires sociales |
| Christian Vigouroux        | Conseil d'État                   |
| Denis Verret               |                                  |
| Serge Weinberg             |                                  |
| Patrick Werner             |                                  |

### Promotion 1975-1977
| Nom                       | Corps                    |
| ------------------------- | ------------------------ |
| André-Michel Besse        | administrateurs civils   |
| Claude Bourmaud           | administrateurs des PTT  |
| Jean-Dominique Comolli    | administrateurs civils   |
| Bernard de Froment        | administrateurs civils   |
| Françoise Gaspard         | tribunaux administratifs |
| Yves de Gaulle            | administrateurs civils   |
| François Heisbourg        | Affaires étrangères      |
| Gilles Johanet            | Cour des comptes         |
| Bernard Kessedjian        | Affaires étrangères      |
| Hadelin de La Tour du Pin | Affaires étrangères      |
| Anne Le Lorier            | administrateurs civils   |
| Jean-François Mancel      | administrateurs civils   |
| Yves Mansion              | Inspection des finances  |
| Adli Mansour              |                          |
| Philippe Parini           | administrateurs civils   |
| Jean-Marc Sauvé           | Conseil d'État           |
| Olivier Schrameck         | Conseil d'État           |
| Didier Schuller           | administrateurs civils   |
| Pierre Sellal             | Affaires étrangères      |
| Frédéric Thiriez          | Conseil d'État           |
| François Thomazeau        | Cour des comptes         |
| Frédéric Tiberghien       | Conseil d'État           |
| Patrice Vial              | Inspection des finances  |
| Pierre Vimont             | Affaires étrangères      |

### Promotion 1976-1978
| Nom                                | Corps                   |
| ---------------------------------- | ----------------------- |
| Ronny Abraham                      | Tribunal administratif  |
| François Barry Martin-Delongchamps |                         |
| Benoît Battistelli                 | administrateurs civils  |
| Georges Berthu                     | administrateurs civils  |
| Pierre-Étienne Bisch               |                         |
| Pierre Blayau                      |                         |
| Daniel Canepa                      |                         |
| Jean-François Cordet               |                         |
| Denis Delbourg                     | Affaires étrangères     |
| Philippe Deslandes                 |                         |
| Jean-Marc Espalioux                |                         |
| François Fournier                  |                         |
| José Frèches                       |                         |
| Éric Giuily                        |                         |
| Isabelle Hausser                   |                         |
| Paul Hermelin                      |                         |
| Bruno Joubert                      |                         |
| Bruno Lasserre                     | Conseil d'État          |
| Bernard Lemaire                    |                         |
| Gérard Mestrallet                  |                         |
| François Roussely                  |                         |
| Claude Viet                        | administrateurs des PTT |
| Philippe de Villiers               | administrateurs civils  |
| Philippe Zeller                    |                         |

### Promotion 1977-1979
| Nom                         | Corps                   |
| --------------------------- | ----------------------- |
| Philippe Bélaval            |                         |
| Denis Duverne               |                         |
| Jean-François Carenco       |                         |
| Christophe Blanchard-Dignac |                         |
| Jean-Louis Bourlanges       |                         |
| Charles de Courson          |                         |
| Jean-Marie Delarue          | Conseil d'État          |
| Francis Delon               | Conseil d'État          |
| Claire Dreyfus-Cloarec      |                         |
| Charles-Henri Filippi       |                         |
| Lionel Fleury               |                         |
| Bernard Fragneau            |                         |
| Jean-Michel Gaillard        |                         |
| Jacques Gérault             |                         |
| Alfred Gilder               |                         |
| Francine Mariani-Ducray     |                         |
| Francis Mayer               |                         |
| Jean Musitelli              |                         |
| Bruno Racine                |                         |
| Jean-Éric Schoettl          | Conseil d'État          |
| Patrick Stefanini           | administrateurs civils  |
| Philippe Villin             | Inspection des finances |

### Promotion 1978-1980
| Nom                        | Corps                            |
| -------------------------- | -------------------------------- |
| Raymond-Max Aubert         | administrateurs civils           |
| Jean-Jacques Augier        | Inspection des finances          |
| Claire Bazy-Malaurie       | Cour des comptes                 |
| Marie-Françoise Bechtel    | Conseil d'État                   |
| Frédérique Bredin          | Inspection des finances          |
| Michel Cadot               | administrateurs civils           |
| Jean-Marie Cambacérès      | tribunaux administratifs         |
| Henri de Castries          | Inspection des finances          |
| Pierre Dartout             | administrateurs civils           |
| Michel Delpuech            | administrateurs civils           |
| Renaud Donnedieu de Vabres | administrateurs civils           |
| Philippe Étienne           | Affaires étrangères              |
| Henri Fissore              |                                  |
| Michel Gagneux             | Inspection des affaires sociales |
| François Hollande          | Cour des comptes                 |
| Sylvie Hubac               | Conseil d'État                   |
| Jean-Pierre Hugues         | administrateurs civils           |
| Jean-Marc Janaillac        | administrateurs civils           |
| Michel Jau                 | administrateurs civils           |
| Jean-Pierre Jouyet         | Inspection des finances          |
| Stanislas de Laboulaye     | Affaires étrangères              |
| Régis de Laroullière       | administrateurs civils           |
| Georges Lefebvre           | administrateurs des PTT          |
| Pierre-René Lemas          | administrateurs civils           |
| Pierre Mongin              | administrateurs civils           |
| Pierre Musso               | administrateurs des PTT          |
| Claude Revel               | administrateurs civils           |
| Jean-Maurice Ripert        | Affaires étrangères              |
| Yvon Robert                | administrateurs civils           |
| Ségolène Royal             | tribunaux administratifs         |
| Michel Sapin               | tribunaux administratifs         |
| Jean-Ludovic Silicani      | Conseil d'État                   |
| Philippe Thiébaud          | Affaires étrangères              |
| Jérôme Turot               | Conseil d'État                   |
| Dominique Villemot         | administrateurs civils           |
| Dominique de Villepin      | Affaires étrangères              |
| Dov Zerah                  | administrateurs civils           |

### Promotion 1979-1981
| Nom                      | Corps                   |
| ------------------------ | ----------------------- |
| Gilles Andréani          | Cour des comptes        |
| Claude-France Arnould    |                         |
| Marc-Olivier Baruch      |                         |
| Philippe Crouzet         |                         |
| Catherine Delmas-Comolli |                         |
| Pierre-Mathieu Duhamel   |                         |
| Antoine Durrleman        |                         |
| Stéphane Gompertz        |                         |
| François Goulard         |                         |
| Jean-François Hebert     |                         |
| Alexandre Jevakhoff      |                         |
| Antoine Joly             |                         |
| Jean Mendelson           | Affaires étrangères     |
| Michèle Pappalardo       |                         |
| Bruno Parent             |                         |
| Laurent Perpère          |                         |
| François Ponge           | Affaires étrangères     |
| Antoine Pouillieute      | Conseil d'État          |
| Jacques Reiller          |                         |
| Richard Samuel           |                         |
| François Sureau          |                         |
| Martin Vial              | administrateurs des PTT |
| Jean-Louis Zoël          |                         |

### Promotion 1980-1982
| Nom                           | Corps                            |
| ----------------------------- | -------------------------------- |
| Pascale Andréani              |                                  |
| Gérard Araud                  |                                  |
| Christiane Barret             |                                  |
| Élisabeth Beton-Delègue       | Affaires étrangères              |
| Pierre de Bousquet de Florian |                                  |
| Pierre Buhler                 |                                  |
| Henri-Michel Comet            |                                  |
| Pierre Conesa                 | administrateurs civils           |
| Jean-Philippe Cotis           |                                  |
| Paul-Marie Coûteaux           | Affaires étrangères              |
| Hervé Coutau-Bégarie          | tribunaux administratifs         |
| Olivier Darrason              |                                  |
| Bernard Deladrière            | tribunaux administratifs         |
| Philippe Delmas               |                                  |
| Hervé Digne                   |                                  |
| Denis Dobo-Schoenenberg       |                                  |
| Michel Gaudin                 |                                  |
| Paul Giacobbi                 |                                  |
| Ridha Grira                   |                                  |
| Bruno Lafont                  |                                  |
| Thierry Lataste               |                                  |
| Roch-Olivier Maistre          |                                  |
| Pierre Mariani                |                                  |
| Stéphane Martin               | Cour des comptes                 |
| Pierre Ménat                  |                                  |
| Jean-Marie Messier            | Inspection des finances          |
| Albert Ollivier               |                                  |
| Pierre Pouëssel               | administrateurs civils           |
| Christian Rouyer              |                                  |
| Michel Sappin                 |                                  |
| Fabien Sudry                  |                                  |
| Michel Yahiel                 | Inspection des affaires sociales |

### Promotion 1981-1983
| Nom                       | Corps                           |
| ------------------------- | ------------------------------- |
| François Auque            | Cour des comptes                |
| Claude Baland             | administrateurs civils          |
| Martine de Boisdeffre     | Conseil d'État                  |
| Jean-Jacques Brot         | Affaires étrangères             |
| Walter Butler             | Inspection des finances         |
| Laurent Cayrel            | administrateurs civils          |
| Pierre-André de Chalendar | Inspection des finances         |
| Catherine Colonna         | Affaires étrangères             |
| Adolphe Colrat            | administrateurs civils          |
| Yves Dassonville          | administrateurs civils          |
| Nicolas Desforges         | administrateurs civils          |
| Yves Détraigne            | chambres régionales des comptes |
| Bernard Émié              | Affaires étrangères             |
| Hervé Fabre-Aubrespy      | Conseil d'État                  |
| Jean-Paul Faugère         | Conseil d'État                  |
| Louis Gautier             | administrateurs civils          |
| Renaud Girard             | administrateurs civils          |
| Géraud Guibert            | administrateurs civils          |
| Nicolas Jachiet           | Inspection des finances         |
| Michel Lalande            | administrateurs civils          |
| Alexandre Lazareff        |                                 |
| Patrick Molis             |                                 |
| Marc Le Fur               | administrateurs civils          |
| Pierre Lévy               | Affaires étrangères             |
| Jean Marimbert            | Conseil d'État                  |
| Xavier Patier             | chambres régionales des comptes |
| Nicolas Quillet           | administrateurs civils          |
| Agnès Saal                | administrateurs civils          |
| François Seners           | administrateurs civils          |

### Promotion 1982-1984
| Nom                         | Corps                   |
| --------------------------- | ----------------------- |
| Raphaël Bartolt             |                         |
| Philippe Bas                | Conseil d'État          |
| Stéphane Bouillon           |                         |
| Jean-Michel Casa            |                         |
| Thierry Coudert             |                         |
| Jean-Marc Forneri           |                         |
| François Garde              |                         |
| Roger-François Gauthier     |                         |
| Danièle Lamarque            | Cour des comptes        |
| Jean Mallot                 |                         |
| Christian Masset            | Affaires étrangères     |
| Pierre Moscovici            | Cour des comptes        |
| Guillaume Pepy              | Conseil d'État          |
| Yves Rolland                | Cour des comptes        |
| Serge Salat                 |                         |
| Jean-Michel Severino        |                         |
| Didier Tabuteau             |                         |
| François Villeroy de Galhau | Inspection des finances |
| Philippe Wahl               | Conseil d'État          |

### Promotion 1983-1985
| Nom                   | Corps                   |
| --------------------- | ----------------------- |
| François Asselineau   | Inspection des finances |
| Nicolas Basselier     | administrateurs civils  |
| Pascaline Bongo       |                         |
| Christophe Bourdillon | administrateurs civils  |
| Jean-François Cirelli | administrateurs civils  |
| Philippe Capron       | Inspection des finances |
| Richard Descoings     | Conseil d'État          |
| Bernard Fitoussi      | administrateurs civils  |
| Guillaume Hannezo     | Inspection des finances |
| Guy Janvier           | administrateurs civils  |
| Marc Lambron          | Conseil d'État          |
| Patrick Levaye        | administrateurs civils  |
| Pascal Mailhos        | administrateurs civils  |
| Jean-Claude Mallet    | Conseil d'État          |
| Xavier Musca          | Inspection des finances |
| Nicolas Quillet       | administrateurs civils  |
| Jacques Rapoport      | Inspection des finances |
| Laurent Stefanini     | Affaires étrangères     |
| Patrick Strzoda       | administrateurs civils  |

### Promotion 1984-1986
| Nom                          | Corps                           |
| ---------------------------- | ------------------------------- |
| Jean Bassères                | Inspection des finances         |
| Anne Boquet                  | administrateurs civils          |
| Antoine Bouvier              | Cour des comptes                |
| Carine Camby                 | Cour des comptes                |
| Christian Charpy             | Cour des comptes                |
| Christophe Chantepy          | Conseil d'État                  |
| Éric Danon                   | Affaires étrangères             |
| Jean-Louis Destans           | Affaires étrangères             |
| Jean-Christophe Duchon-Doris | tribunaux administratifs        |
| Isabelle Falque-Pierrotin    | Conseil d'État                  |
| Serge Federbusch             | tribunaux administratifs        |
| Fabrice Fries                | Cour des comptes                |
| Hervé Gaymard                | administrateurs civils          |
| Clara Gaymard                | Cour des comptes                |
| Dominique Lefebvre           | Cour des comptes                |
| Véronique Morali             | Inspection des finances         |
| Jacques Nikonoff             | administrateurs civils          |
| Nicole Pot                   | administrateurs civils          |
| Augustin de Romanet          | administrateurs civils          |
| Bernard Spitz                | Conseil d'État                  |
| Sylviane Tarsot-Gillery      | chambres régionales des comptes |
| Nicolas Tenzer               | administrateurs civils          |
| Pierre Todorov               | Conseil d'État                  |
| Thierry Tuot                 | Conseil d'État                  |

### Promotion 1985-1987
| Nom                         | Corps                                |
| --------------------------- | ------------------------------------ |
| Guy Amsellem                | administrateurs civils               |
| Dominique Antoine           | administrateurs civils               |
| Georges Ayache              | tribunaux administratifs             |
| David Azéma                 | Cour des comptes                     |
| Nicolas Bazire              | Cour des comptes                     |
| Gillian Bird                | Élève étranger                       |
| Bruno Deletré               | Inspection des finances              |
| Jean-Marc Fenet             | administrateurs civils               |
| Gaëtan Gorce                | administrateurs de la ville de Paris |
| Serge Grouard               | administrateurs civils               |
| Philippe Hayez              | Cour des comptes                     |
| Yann Jounot                 | administrateurs civils               |
| Nicole Klein                | administrateurs civils               |
| Dominique Lamiot            | administrateurs civils               |
| François de Mazières        | administrateurs civils               |
| Frédéric Oudéa              | Inspection des finances              |
| Florence Parly              | administrateurs civils               |
| Jean-Christophe Peaucelle   | Affaires étrangères                  |
| Christian Paul              | administrateurs civils               |
| Paul Peny                   | administrateurs civils               |
| Henri Plagnol               | Conseil d'État                       |
| Jean-Christophe Potton      | administrateurs civils               |
| Michel Reveyrand-de Menthon | administrateurs civils               |
| Stéphane Richard            | Inspection des finances              |
| Marie-Christine Saragosse   | administrateurs civils               |
| Claude Rochet               | administrateurs civils               |
| Clotilde Valter             | Inspection de l'administration       |

### Promotion 1986-1988
| Nom                         | Corps                                |
| --------------------------- | ------------------------------------ |
| Jacques Audibert            | Affaires étrangères                  |
| Nicolas Baverez             | Cour des comptes                     |
| Bruno Bézard                | Inspection des finances              |
| Delphine Borione-Pratesi    | administrateurs civils               |
| Jean-Pierre Denis           | Inspection des finances              |
| Claire Dorland-Clauzel      | administrateurs civils               |
| Nicolas Dufourcq            | Inspection des finances              |
| Nicolas Galey               | Affaires étrangères                  |
| Philippe Galli              | administrateurs civils               |
| Joël Giraud                 | administrateurs civils               |
| Emmanuel Hoog               | administrateurs civils               |
| Marc-Antoine Jamet          | Cour des comptes                     |
| Alexandre de Juniac         | Conseil d'État                       |
| Marie-Christine Labourdette | administrateurs de la ville de Paris |
| Jean-Pierre Lacroix         |                                      |
| Christine Maugüé            | Conseil d'État                       |
| Michel Miraillet            | Affaires étrangères                  |
| Christophe Mirmand          | Préfecture du Calvados               |
| Denis Olivennes             | Cour des comptes                     |
| Yves Salesse                | Conseil d'État                       |
| Bernard Schmeltz            | administrateurs civils               |
| Lucile Schmid               |                                      |
| Marc Schwartz               | Cour des comptes                     |
| Alain Zabulon               | administrateurs civils               |

### Promotion 1987-1989
| Nom                   | Corps                            |
| --------------------- | -------------------------------- |
| Joëlle Adda           | Tribunaux administratifs         |
| Jean-Benoît Albertini |                                  |
| Jean-Pascal Beaufret  |                                  |
| Pierre Cochard        | Affaires étrangères              |
| Philippe Colombani    | Affaires étrangères              |
| Jean-François Copé    | administrateurs civils           |
| Laurent Delahousse    | Affaires étrangères              |
| François Delattre     |                                  |
| Nicolas Dupont-Aignan | administrateurs civils           |
| Renaud Dutreil        | Conseil d'État                   |
| Stéphane Fratacci     | Conseil d'État                   |
| Pierre Gévart         |                                  |
| Brigitte Grésy        |                                  |
| Sylvie Goulard        |                                  |
| David Kessler         | Conseil d'État                   |
| Julian King           |                                  |
| Serge Lasvignes       | Conseil d'État                   |
| Pierre Louette        |                                  |
| Bertrand Du Marais    | Conseil d'État                   |
| Dominique Méda        | Inspection des affaires sociales |
| Stéphane Osmont       |                                  |
| Denis Robin           |                                  |
| Nicolas Théry         |                                  |
| François Werner       |                                  |

### Promotion 1988-1990
| Nom                | Corps                                |
| ------------------ | ------------------------------------ |
| Yann Aguila        | Conseil d'État                       |
| Christophe Bay     | Sous-préfet                          |
| Véronique Bédague  | administrateurs civils               |
| Marie-Ange Debon   | Cour des comptes                     |
| Bruno Foucher      | Affaires étrangères                  |
| Bruno Guigue       | administrateurs civils               |
| Martin Hirsch      | Conseil d'État                       |
| Daniel Lenoir      | Inspection des affaires sociales     |
| Jacques Maire      | Affaires étrangères                  |
| Philippe Mills     | administrateurs civils               |
| François Pérol     | Inspection des finances              |
| Jérôme Peyrat      | administrateurs de la ville de Paris |
| Denis Phan         | administrateurs des PTT              |
| Odile Renaud-Basso | Cour des comptes                     |
| Laurent Touvet     | Conseil d'État                       |
| Lionel Beffre      | administrateurs civils               |

### Promotion 1989-1991
| Nom                   | Corps                    |
| --------------------- | ------------------------ |
| Laurent Bili          | Affaires étrangères      |
| Olivier Brault        | Cour des comptes         |
| Jean Castex           | Cour des comptes         |
| Guillaume Cerutti     | Inspection des finances  |
| Guillaume Dustan      | tribunaux administratifs |
| Nicolas Eybalin       | Affaires étrangères      |
| Marc Guillaume        | Conseil d'État           |
| Frédéric Lemoine      | Inspection des finances  |
| Christophe Lecourtier |                          |
| Philippe Lottiaux     |                          |
| Frédéric Salat-Baroux | Conseil d'État           |
| Alain Seban           | Conseil d'État           |

### Promotion 1990-1992
| Nom                   | Corps                            |
| --------------------- | -------------------------------- |
| Cédric Bannel         | administrateurs civils           |
| Francine Bavay        | administrateurs PTT              |
| Michel Bernard        | administrateurs civils           |
| Yannick Blanc         | administrateurs civils           |
| Catherine Démier      | Cour des comptes                 |
| Marie-Laure Denis     | Conseil d'État                   |
| Laurence Engel        | Cour des comptes                 |
| Gilles Grapinet       | Inspection des finances          |
| Patrick Maisonnave    | Affaires étrangères              |
| Florence Mangin       |                                  |
| Aquilino Morelle      | Inspection des affaires sociales |
| Valérie Pécresse      | Conseil d'État                   |
| Kim Pham              | administrateurs civils           |
| Nicolas de Rivière    | Affaires étrangères              |
| Maxime Tandonnet      | Affaires étrangères              |
| Arnaud Teyssier       | Inspection de l'administration   |
| Louis-Charles Viossat | Inspection des affaires sociales |

### Promotion 1991-1993
| Nom                       | Corps                            |
| ------------------------- | -------------------------------- |
| Hervé Barbaret            | Cour des comptes                 |
| Marie-Anne Barbat-Layani  | administrateurs civils           |
| Guillaume Boudy           | Cour des comptes                 |
| Pascal Brice              | Affaires étrangères              |
| Arnaud Cochet             | administrateurs civils           |
| Jean-François Debat       | Conseil d'État                   |
| Alain Demarolle           | Inspection des finances          |
| Ramon Fernandez           | administrateurs civils           |
| Antoine Gosset-Grainville | Inspection des finances          |
| Catherine Guillouard      | administrateurs civils           |
| Michèle Kirry             | administrateurs civils           |
| Stéphane Layani           | administrateurs civils           |
| Georges-François Leclerc  | administrateurs civils           |
| Xavier de Lesquen         | Conseil d'État                   |
| Anne Paugam               | Inspection des finances          |
| Laurent Prévost           | administrateurs civils           |
| Nicolas Revel             | Cour des comptes                 |
| Franck Robine             | administrateurs civils           |
| François Toujas           | Inspection des affaires sociales |

### Promotion 1992-1994
| Nom                 | Corps                    |
| ------------------- | ------------------------ |
| Laurent Alexandre   | tribunaux administratifs |
| Christophe Beaux    | administrateurs civils   |
| Anne-Marie Descôtes | Affaires étrangères      |
| Richard Didier      | administrateurs civils   |
| Éric Freysselinard  | administrateurs civils   |
| Daniel Keller       | administrateurs civils   |
| Philippe Lacoste    | Affaires étrangères      |
| Maxime Lefebvre     | Affaires étrangères      |
| Delphine Levy       | administrateurs civils   |
| Matthieu Pigasse    | administrateurs civils   |
| Olivier Sichel      | Inspection des finances  |
| Isabelle de Silva   | Conseil d'État           |
| Yves Struillou      | Conseil d'État           |

### Promotion 1993-1995
| Nom                        | Corps                   |
| -------------------------- | ----------------------- |
| Béatrice Abollivier        | administrateurs civils  |
| Martin Ajdari              | administrateurs civils  |
| Bertrand Badré             | Inspection des finances |
| Xavier Broseta             | administrateurs civils  |
| Valérie Charolles          | Cour des comptes        |
| Agnès Clancier             | administrateurs civils  |
| Jean d'Haussonville        | Affaires étrangères     |
| Anne-Gabrielle Heilbronner | Inspection des finances |
| Emmanuelle Mignon          | Conseil d'État          |
| Laurent Vallet             | administrateurs civils  |

### Promotion 1994-1996
| Nom                    | Corps                            |
| ---------------------- | -------------------------------- |
| Pierre-Yves Bocquet    | Inspection des affaires sociales |
| Sophie Boissard        | Conseil d'État                   |
| Hervé Boullanger       | administrateurs civils           |
| Pascal Demurger        | chambres régionales des comptes  |
| Delphine d'Amarzit     |                                  |
| Jérôme Guedj           | Inspection des affaires sociales |
| Philippe Josse         | administrateurs civils           |
| Emmanuel Moulin        | administrateurs civils           |
| Frédéric Mion          | Conseil d'État                   |
| Hélène Pelosse         | Inspection des finances          |
| Laurent Solly          | administrateurs civils           |
| Jean-Philippe Thiellay | Conseil d'État                   |
| Pascal Saint-Amans     | Ministère des finances           |

### Promotion 1995-1997
| Nom                   | Corps                  |
| --------------------- | ---------------------- |
| Vincent Chriqui       | administrateurs civils |
| Olivier Ferrand       | administrateurs civils |
| Philippe Heim         | administrateurs civils |
| Emmanuel Lenain       | Affaires étrangères    |
| Édouard Philippe      | Conseil d'État         |
| Camille Putois        | administrateurs civils |
| Rémy Rioux            | Cour des comptes       |
| Benoît Ribadeau-Dumas | Conseil d'État         |
| Jean Maïa             | Conseil d'État         |
| Sophie Thibault       | administrateurs civils |
| Emmanuelle Wargon     | Cour des comptes       |
| Alexandre Ziegler     | Affaires étrangères    |

### Promotion 1996-1998
| Nom                | Corps                   |
| ------------------ | ----------------------- |
| Louis-Roch Burgard | Inspection des finances |
| Didier Casas       | Conseil d'État          |
| Éric Garandeau     | Inspection des finances |
| Cédric Goubet      | administrateurs civils  |
| Emmanuel Lacresse  | administrateurs civils  |
| Bruno Le Maire     | Affaires étrangères     |
| David Martinon     | Affaires étrangères     |

### Promotion 1997-1999
| Nom               | Corps                    |
| ----------------- | ------------------------ |
| Alexandre Bompard | Inspection des finances  |
| Thomas Degos      | administrateurs civils   |
| Chantal Jouanno   | administrateurs civils   |
| Laurent Nuñez     | administrateurs civils   |
| Claude Raynal     | tribunaux administratifs |
| Laurent Vallée    | Conseil d'État           |

### Promotion 1998-2000
| Nom                    | Corps                   |
| ---------------------- | ----------------------- |
| Audrey Azoulay         | administrateurs civils  |
| Julien Bargeton        | Cour des comptes        |
| Nicolas Kazadi         | administrateurs civils  |
| Alexis Kohler          | administrateurs civils  |
| Claire Landais         | Conseil d'État          |
| Nicolas de Maistre     | administrateurs civils  |
| Agnès Pannier-Runacher | Inspection des finances |
| Fleur Pellerin         | Cour des comptes        |
| Frédéric Sanchez       | Affaires étrangères     |

### Promotion 1999-2001
| Nom                       | Corps                   |
| ------------------------- | ----------------------- |
| Sophie Brocas             | administrateurs civils  |
| Gilles Dufeigneux         | administrateurs civils  |
| Bertrand Dumont           | administrateurs civils  |
| Philippe Gustin           | administrateurs civils  |
| Stéphane Israël           | Cour des comptes        |
| Alexandre de Palmas       | Cour des comptes        |
| François Riahi            | Inspection des finances |
| Laurent Wauquiez          | Conseil d'État          |
| Nicolas Roche (diplomate) | Diplomate               |

### Promotion 2000-2002
| Nom               | Corps                  |
| ----------------- | ---------------------- |
| Julien Anfruns    | administrateurs civils |
| Anne Coffinier    | Affaires étrangères    |
| Robby Judes       | administrateurs civils |
| Guillaume Larrivé | Conseil d'État         |
| Éric Verhaeghe    | administrateurs civils |

### Promotion 2001-2003
| Nom              | Corps                   |
| ---------------- | ----------------------- |
| Olivier Henrard  | Conseil d'État          |
| Benoît Quennedey | administrateurs civils  |
| Catherine Sueur  | inspection des finances |

### Promotion 2002-2004
| Nom                  | Corps                    |
| -------------------- | ------------------------ |
| Thomas Andrieu       | Conseil d’État           |
| Julien Aubert        | Cour des comptes         |
| Charline Avenel      | administrateurs civils   |
| Olivier Becht        | tribunaux administratifs |
| Marguerite Bérard    | Inspection des finances  |
| Gaspard Gantzer      | administrateurs civils   |
| Romain Grau          | tribunaux administratifs |
| Nicolas Lerner       | administrateurs civils   |
| Emmanuel Macron      | Inspection des finances  |
| Nicolas Namias       | administrateurs civils   |
| Amélie Oudéa-Castera | Cour des comptes         |
| Sébastien Proto      | Inspection des finances  |
| Boris Vallaud        | administrateurs civils   |
| Luis Vassy           |                          |
| Amélie Verdier       | Inspection des finances  |
| Mathias Vicherat     | administrateurs civils   |
| Sibyle Veil          | Conseil d'État           |

### Promotion 2003-2005
| Nom             | Corps                    |
| --------------- | ------------------------ |
| Stéphane Bredin | Cour des comptes         |
| Matthias Fekl   | tribunaux administratifs |
| Édouard Geffray | Conseil d’État           |
| Jean Messiha    | administrateurs civils   |

### Promotion 2004-2006
| Nom             | Corps                   |
| --------------- | ----------------------- |
| Nicolas Colin   | Inspection des finances |
| Manuel Flam     | administrateurs civils  |
| Frédéric Potier | administrateurs civils  |

### Promotion 2005-2007
| Nom                | Corps                   |
| ------------------ | ----------------------- |
| Aurélie Bretonneau | Conseil d’État          |
| Thomas Cazenave    | Inspection des finances |
| Alain Fontanel     | Cour des comptes        |

### Promotion 2006-2008
| Nom                   | Corps                  |
| --------------------- | ---------------------- |
| Jean-Jacques Barbéris | administrateurs civils |
| Anne Joubert          | administrateurs civils |
| Constance Rivière     | Conseil d'État         |
| Sylvain Waserman      | Affaires étrangères    |

### Promotion 2007-2009
| Nom                 | Corps                          |
| ------------------- | ------------------------------ |
| Achraf Bouali       | Élève étranger                 |
| Adeline Baldacchino | Cour des comptes               |
| Clément Beaune      | administrateurs civils         |
| Florian Philippot   | Inspection de l'administration |
| Aurélien Rousseau   | Conseil d'État                 |

### Promotion 2008-2010
| Nom                  | Corps                                   |
| -------------------- | --------------------------------------- |
| Cyrille Bret         | Inspection générale de l'administration |
| Frédérique Camilleri | administrateurs civils                  |
| Harold Huwart        | administrateurs civils                  |

### Promotion 2009-2011
| Nom             | Corps                  |
| --------------- | ---------------------- |
| Juliette Méadel | administrateurs civils |

### Promotion 2011-2012
| Nom                           | Corps                  |
| ----------------------------- | ---------------------- |
| François Devoucoux du Buysson | administrateurs civils |

### Promotion 2012-2013
| Nom           | Corps                  |
| ------------- | ---------------------- |
| Lucie Castets | administrateurs civils |

### Promotion 2013-2014
| Nom              | Corps                                          |
| ---------------- | ---------------------------------------------- |
| Matthias Renault | Conseiller des chambres régionales des comptes |
| Benjamin Lancar  | Cour des comptes                               |

### Promotion 2014-2015
| Nom          | Corps                  |
| ------------ | ---------------------- |
| Rayan Nezzar | administrateurs civils |

### Promotion 2015-2016
| Nom         | Corps                   |
| ----------- | ----------------------- |
| David Djaïz | Inspection des finances |
| Chloé Ridel | Ministère de l'Économie |

### Promotion 2017-2018
| Nom            | Corps                                          |
| -------------- | ---------------------------------------------- |
| Antoine Armand | Inspection des finances                        |
| Philippe Brun  | Tribunal administratif                         |
| Raphaël Doan   | Tribunal administratif                         |
| Kerwin Spire   | Conseiller des chambres régionales des comptes |

### Promotion 2019-2020
| Nom                      | Corps                   |
| ------------------------ | ----------------------- |
| Alexandre Allegret-Pilot | Ministère de l'Économie |
| Sarah Knafo              | Cour des comptes        |

### Promotion 2020-2021
| Nom              | Corps                                             |
| ---------------- | ------------------------------------------------- |
| Sarah Taillebois | Administratrice de l’État (Ministère de la Santé) |
| Baptiste Rossi   | tribunaux administratifs                          |

## Personnages fictifs
Cette section est une liste d'œuvres de fiction notoires qui comportent un, ou plusieurs personnages énarques.
| Date      | Œuvre               | Auteur                       | Nom du/des personnage/s                                                 |
| --------- | ------------------- | ---------------------------- | ----------------------------------------------------------------------- |
| 1975      | Dupont Lajoie       | Yves Boisset                 | Henri Garcin                                                            |
| 1990      | Les Amies d'Héloïse | Hélène de Monferrand         | Claire Victor                                                           |
| 1993      | Les Visiteurs       | Jean-Marie Poiré             | Fabienne Morlot                                                         |
| 2009      | Le Coach            | Olivier Doran                | Bertrand Lécuyer                                                        |
| 2009      | L'École du pouvoir  | Raoul Peck                   | Laure de Cigy Louis de Cigy Abel Karnonski Matt Ribero Caroline Séguier |
| 2010-2011 | Quai d'Orsay        | Christophe Blain Abel Lanzac | Arthur Vlaminck                                                         |
| 2015      | Les initiés         | Thomas Bronnec               | Nathalie Renaudier Christophe Demory                                    |

#### Articles
- Augustin Girard, « Les origines géographiques des élèves de l'École nationale d'administration », Population, vol. 17, no 1,‎ 1962, p. 124-129 (ISSN 0032-4663, DOI 10.2307/1525763).
- Jean-Luc Bodiguel, « Les anciens élèves de l'ENA et les cabinets ministériels », Annuaire international de la fonction publique, no 3,‎ 1973, p. 359-381.
- Jean-Luc Bodiguel, « Sociologie des élèves de l’Ecole nationale d'administration », Revue internationale des sciences administratives,‎ 1974, p. 230-244.
- Catherine Achin et Sandrine Lévêque, « Femmes, énarques et professionnelles de la politique : des carrières exceptionnelles sous contraintes », Genèses, vol. 2, no 67,‎ 2007, p. 24-44 (DOI 10.3917/gen.067.0024).
- Sarah Sindaco, « Rapport sur une exception française : que peut le roman pour l'énarque ? », Études françaises, vol. 47, no 1,‎ 2011, p. 43-58 (DOI 10.7202/1002515ar).

#### Ouvrages
- Jean-Luc Bodiguel, « Les anciens élèves de l'ENA », dans L'École nationale d'administration, Paris, Presses de la Fondation nationale des sciences politiques, 1978 (ISBN 2-7246-0405-9).
- Jean-Michel Blanquer et Jérôme Cordelier, Le Sérail : histoire d'une promotion de l'ENA, Paris, Perrin, 1995, 228 p. (ISBN 2-262-00030-1)  — évoque la promotion Vauban.
- Michel Bauer et Bénédicte Bertin-Mourot, L'ENA est-elle une business school ? : étude sociologique sur les énarques devenus cadres d'entreprise de 1960 à 1990, Paris, L'Harmattan, coll. « Dynamiques d'entreprises », 1997, VI + 86 + 39 (ISBN 2-7384-5079-2).
- Jean-Michel Eymeri-Douzans, La Fabrique des énarques (thèse de doctorat en science politique remaniée), Paris, Economica, coll. « Études politiques », 2001, 261 p. (ISBN 2-7178-4252-7).
- Marie-Laure Delorme, Les Allées du pouvoir, Paris, Le Seuil, 2011, 189 p. (ISBN 978-2-02-100121-1)  — évoque le parcours de Nicolas Bazire, Sophie Boissard, Alexandre Bompard, Jean-François Copé, Martin Hirsch, Emmanuel Hoog, Matthieu Pigasse, Denis Olivennes et Laurent Solly.
- Martin Leprince, Le Roman de la promotion Voltaire, Paris, Jacob-Duvernet, 2013, 397 p. (ISBN 978-2-84724-444-1).
- Les divers Cahiers pour une histoire de l'ENA consacrés à une promotion :
  - France-Combattante : mars 1946-juillet 1947, Paris, La Documentation française, coll. « Cahiers pour une histoire de l'ENA » (no 1), 2007, 269 p. (ISBN 978-2-11-006250-5) ;
  - Promotion Union-Française : juin 1946-décembre 1948, Paris, La Documentation française, coll. « Cahiers pour une histoire de l'ENA » (no 6), 2013, 293 p. (ISBN 978-2-11-009221-2) ;
  - Promotion Nations-Unies : janvier 1947-décembre 1949, Paris, La Documentation française, coll. « Cahiers pour une histoire de l'ENA » (no 7), 2015, 283 p. (ISBN 978-2-11-009613-5) ;
  - Croix-de-Lorraine : février 1947-décembre 1948, Strasbourg, École nationale d'administration, coll. « Cahiers pour une histoire de l'ENA » (no 3), 2011, 251 p. (ISBN 978-2-11-008584-9) ;
  - Promotion Quarante-Huit : janvier 1948-décembre 1950, Paris, La Documentation française (no 8), 2015, 262 p. (ISBN 978-2-11-009614-2) ;
  - Promotion Jean-Moulin : février 1948-décembre 1949, Paris, La Documentation française, coll. « Cahiers pour l'histoire de l'ENA » (no 4), 2011, 141 p. (ISBN 978-2-11-008790-4) ;
  - Promotion Europe : janvier 1949-décembre 1951, Paris, La Documentation française, coll. « Cahiers pour une histoire de l'ENA » (no 9), 2016, 265 p. (ISBN 978-2-11-010233-1) ;
  - Promotion Jean-Giraudoux : janvier 1950-décembre 1952, Paris, La Documentation française, coll. « Cahiers pour une histoire de l'ENA » (no 10), 2017, 415 p. (ISBN 978-2-11-010234-8).